# Diecezja Coria-Cáceres
Diecezja Coria-Cáceres (łac. Dioecesis Cauriensis-Castrorum Caeciliorum) – diecezja Kościoła rzymskokatolickiego w Hiszpanii.